# چشم‌گوزنی نگارین
چشم‌گوزنی نگارین (نام علمی: Aesculus sylvatica) نام یک گونه از سرده شاه‌بلوط است.